# Естонія на зимових Олімпійських іграх 2006
Естонію на зимових Олімпійських іграх 2006 представляли 28 спортсменів у 6 видах спорту.

## Медалісти
Золото
| Золото |                 |                                         |
| №      | Спортсмени      | Вид спорту (дисципліна)                 |
| 1      | Андрус Веерпалу | Лижні перегони (15 км класичним стилем) |
| 2      | Крістіна Шмігун | Лижні перегони (переслідування 15 км)   |
| 3      | Крістіна Шмігун | Лижні перегони (10 км класичним стилем) |